# Parti Wafd

Drapeau de la révolution de 1919 et du parti Wafd

Le parti Wafd  (حزب الوفد المصري) est l'un des plus anciens partis politiques égyptiens. Wafd signifie délégation et le parti tient son nom d'une délégation.

## Historique
Wafd n'était en effet, au départ, qu'une délégation formée pendant la Première Guerre mondiale, réunissant musulmans et chrétiens de toutes sensibilités confondues qui luttaient pour l'indépendance complète et totale de l'Égypte. Après la guerre, une partie de la société égyptienne veut envoyer cette délégation à la conférence de la paix de Paris pour y évoquer l'indépendance de l'Égypte, mais le pouvoir colonial refuse. Le projet de délégation se transforme en parti sous l'impulsion de Saad Zaghloul. Des émeutes éclatent. Les Britanniques tentent d'exiler Saad Zaghhloul et quelques-uns de ses compagnons, mais les émeutes se renforcent, appelées révolution égyptienne de 1919, et prennent plus d'ampleur, incluant également des manifestations de femmes. Les Britanniques doivent faire revenir les exilés.
En 1920, la féministe Huda Sharawi crée le Comité central du Wafd, avant d'en être élue présidente,. En 1924, Saad Zaghloul remporte très largement les élections en obtenant 85 % des voix. Il est nommé Premier ministre. Le parti mène une politique moderniste libérale, qui est largement soutenue par les milieux urbains aisés. C'est un parti laïc, qui a pour mot d'ordre, « La religion est pour Dieu et la patrie pour tous ». Le drapeau du parti est un croissant accompagné d'une croix sur un fond vert. Il entre très souvent en conflit avec la monarchie égyptienne dominée par les Britanniques, sans pour autant remettre en cause fondamentalement cette monarchie.
Le Wafd gagne à nouveau les élections de 1926 mais le parti se discrédite à cause de la modération de sa politique sociale. Il flotte entre un certain populisme et un conservatisme social, ne remettant pas en cause la répartition des biens fonciers, ni l'ordre qui prévaut dans le monde rural. En effet, s'il s'oppose à la domination coloniale, le Wafd n'a pas pour but une transformation radicale de la société ou des rapports de classe.
En 1939, Farouk Ier écarte le parti Wafd du pouvoir. En février 1942, Farouk Ier est néanmoins forcé par les britanniques d'accepter la reformation d'un gouvernement du parti Wafd, à la suite de l'incident du palais d'Abedin, au cours duquel les britanniques encerclent militairement le palais royal au Caire. À la suite du coup d'État du 23 juillet 1952, le parti est interdit par Nasser. En 1978, Sadate autorise le Wafd à renaître, sous le nom de « Néo-Wafd » (Hizb al-Wafd al-Jadid).

### Dirigeants historiques
- Saad Zaghloul, de 1919 à 1927
- Mustafa el-Nahhas, de 1927 à 1952

## Nouveau Parti Wafd
Le Nouveau Parti Wafd, (en arabe Hizb al-Wafd al-Jadid), anciennement appelé Parti Néo-Wafd est un parti politique égyptien qui est le successeur de l'ancien Parti Wafd.
En 1978, Sadate autorise le Wafd à renaître, sous le nom de « Néo-Wafd ». L'Égypte a donc recommencé la vie politique avec trois nouveaux partis qui se sont multipliés sous le règne de Moubarak pour atteindre jusqu'à dix-neuf partis, bien que leur formation dépende du secrétaire général du PND et qu'ils soient supposés être des opposants au PND.
Après la disparition de Sérag El-Dine, Noomane Gomaa lui succède à la présidence du parti, mais il est en opposition avec le groupe de réformistes mené par Mahmoud Abaza et Mounir Fakhri Abdel Nour lequel a été évincé de ses responsabilités par Gomaa. Depuis, ce dernier a été remplacé par Mahmoud Abaza à la présidence du parti et le secrétaire général est l'homme d'affaires et membre du Conseil National des Droits de l'Homme, Mounir Abdel Nour.
Le parti voit ses idées exprimées dans le quotidien généraliste égyptien Al Wafd.